# Sandamías
Sandamías (oficialmente en asturiano: San Damías) es una parroquia del concejo de Pravia, en el Principado de Asturias (España). Alberga una población de 67 habitantes (INE 2011) en 65 viviendas. Ocupa una extensión de 2,91 km².
Está situada a 7 km de la capital del concejo en la zona suroeste del mismo. Limita al norte con la parroquia de Arango; al noreste con la de Pravia; y al sur, este y oeste con la de Corias San Tirso (Candamo)
Se celebra la festividad de San Antonio Carbayín.
Además, se ha constituido como Parroquia Rural de acuerdo con el artículo 6 del Estatuto de Autonomía del Principado de Asturias, desarrollado en la Ley 11/1986, de 20 de noviembre.
La mayor parte de la población se dedica a la ganadería. El pueblo tiene una peculiaridad ya que sus casas van numeradas del final del pueblo al principio. El patrón es San Donato. Todos los domingos hay misa en la iglesia pero en la capilla solo se celebra dos veces al año en la festividad de San Antonio Carbayin y el de día de la luz cuando todo el pueblo se reúne en torno a una comida campestre.

## Poblaciones
Según el nomenclátor de 2009 la parroquia está formada por las poblaciones de:
- Perzanas (casería): 14 habitantes.
- Sandamías (lugar): 47 habitantes. Dividido a su vez en: La Quintana de Abajo, La Quintana de Arriba, La Dueña y La Cabañona.
- Villagonzay (Villagonzái en asturiano) (casería): 6 habitantes.

En cualquier caso, cabe destacar que la dependencia de los núcleos de Villagonzay y Perzanas de la parroquia de Sandamías es más bien tardía. Así, en el Diccionario de Pascual Madoz de 1849, Sandamías cuenta únicamente con el núcleo de su mismo nombre, perteneciendo Perzanas a la parroquia de Arango (Pravia), y Villagonzay a la de Luerces.

SANDAMÍAS (San Donato): feligresía en la provincia de Oviedo (5 leguas), partido judicial y ayuntamiento de Pravia (3/4). SITUACIÓN: a lo largo de la falda meridional de la sierra de su nombre, a la izquierda del río Narcea, con buena ventilación y CLIMA sano. Tiene 32 casas y una iglesia parroquial (San Donato) aneja de la de San Cosme de Corias. Confina el TÉRMINO al norte San Martín de Arango; al este Corias; al sur Luerces; y al oeste Villazón, en el ayuntamiento de Salas. El TERRENO es elevado y fértil. Atraviesa por esta parroquia el CAMINO de Pravia a Salas. PRODUCCIÓN: maíz, escanda, trigo, habas, castañas, patatas, centeno y legumbres; hay ganado vacuno y lanar. INDUSTRIA: la agrícola, 2 molinos harineros y fábrica de tejas. POBLACIÓN: 32 vecinos, 142 almas.
Diccionario geográfico-estadístico-histórico de España y sus posesiones de Ultramar. Pascual Madoz. Año 1849.